# Подкрай (Храстник)
Подкрай (словен. Podkraj) — поселення в общині Храстник, Засавський регіон, Словенія. Висота над рівнем моря: 221 м.